# Михеєво (Мединський район)
Михеєво (рос. Михеево) — присілок в Мединському районі Калузької області Російської Федерації.
Населення становить 359 осіб. Входить до складу муніципального утворення Присілок Михеєво.

## Історія
Від 2004 року входить до складу муніципального утворення Присілок Михеєво.

## Населення
| 2002 | 2010 |
| ---- | ---- |
| 361  | ↘359 |